# (13672) Tarski
(13672) Tarski (1997 KH) – planetoida z pasa głównego asteroid okrążająca Słońce w ciągu 4 lat i 93 dni w średniej odległości 2,62 au. Ma szerokość 4,8 km. Została odkryta 30 maja 1997 roku w Prescott Observatory przez Paula Combę. Nazwa planetoidy pochodzi od Alfreda Tarskiego, polskiego uczonego, wybitnego matematyka i logika.